# Eidson Road, Texas
Eidson Road là một nơi ấn định cho điều tra dân số (CDP) thuộc quận Maverick, tiểu bang Texas, Hoa Kỳ. Năm 2010, dân số của nơi này là 8960 người.

## Dân số
- Dân số năm 2000: 9348 người.
- Dân số năm 2010: 8960 người.